# Renaud III de Soissons
Renaud III de Soissons, mort après 1141, est comte de Soissons dans la première moitié du XIIe siècle. Il est le fils de Jean Ier, comte de Soissons, et de son épouse Aveline de Pierrefonds.
Suite à des différents avec l'abbaye de la Sauve-Bénite, il est excommunié pendant deux années pendant lesquelles il aurait ensuite été atteint de la lèpre et aurait perdu un enfant par cette maladie.
À sa mort après 1141, en l'absence de descendance, il est remplacé en tant que comte de Soissons par son cousin Yves de Nesle, qui est le petit-fils de sa tante.

## Mariage et enfants
Il épouse une dame prénommée Bathilde dont le nom de famille ne nous est pas parvenu, mais n'a pas de postérité connue.
Il a peut-être eu un enfant qui serait mort de la lèpre vers 1141. Après sa mort, sa veuve serait devenue moniale à l'abbaye Notre-Dame de Soissons.